# Tomaž Vidic
Tomaž Vidic, slovenski inženir gradbeništva, * 4. oktober 1961, Kranj.
Med 11. julijem 2002 in 3. decembrom 2004 je bil državni sekretar Republike Slovenije na Ministrstvu za promet Republike Slovenije.
Bil je tudi generalni direktor Direktorata za ceste na istem ministrstvu.

## Priznanja
- študentska Prešernova nagrada